# HIP 102152
HD 197027(HIP 102152)은 염소자리 방향으로 지구로부터 250 광년 떨어져 있는 항성이다.
이 항성의 여러 물리적 수치는 태양과 매우 비슷하여 쌍둥이 태양으로 분류된다. 특히 다른 쌍둥이 태양들과 비교할 때 21개 원소의 양이 태양과 보다 흡사하다. 거기에 표면온도, 표면중력, 미소난류 역시 태양과 거의 같다. 그러나 이 별은 태양보다 36억 년 더 나이가 많아 주계열로서의 후반부 단계를 지나고 있다. 상기 원소의 존재량을 볼 때 이 행성은 지구형 행성을 거느릴 것으로 보이는 후보이다.

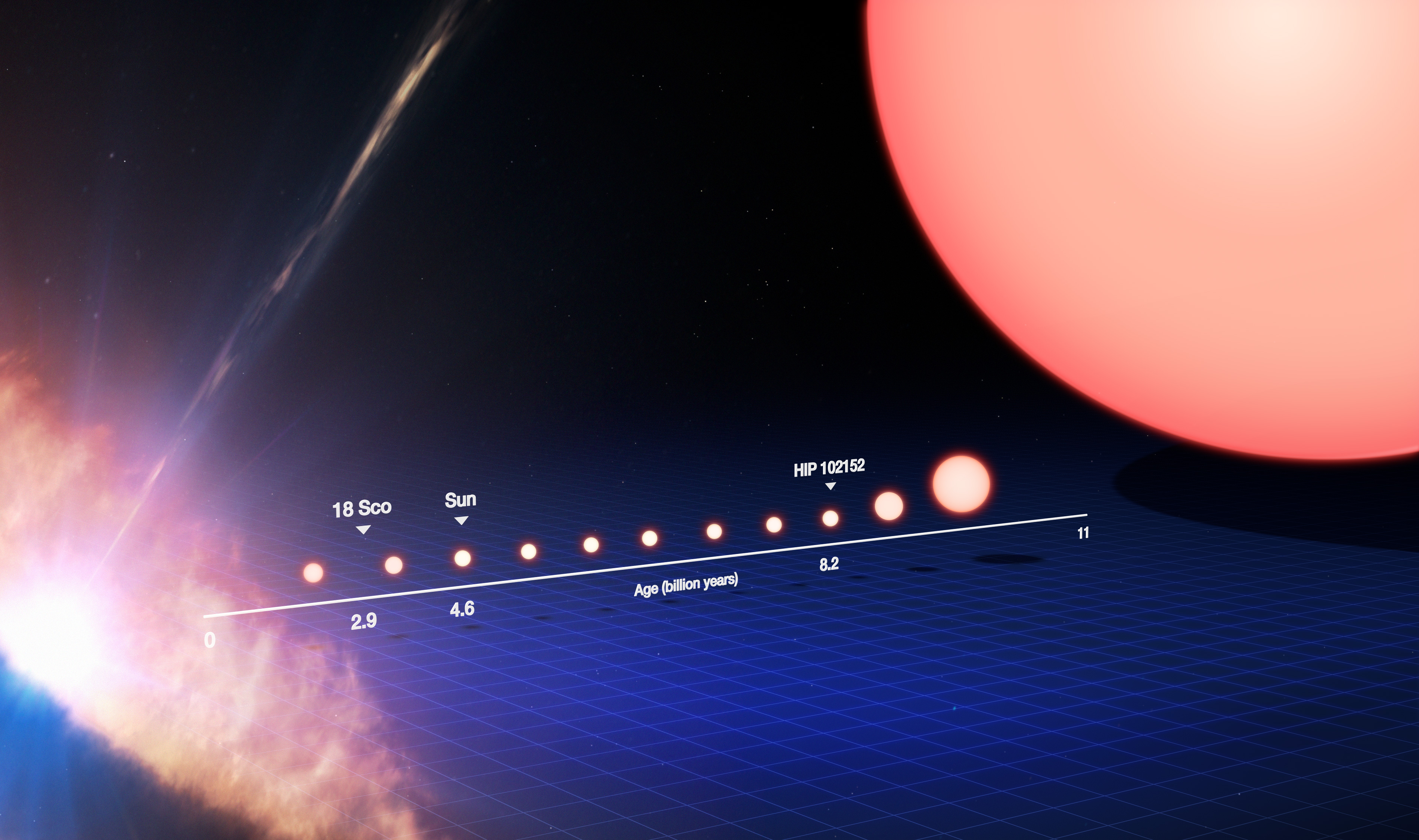
태양과 비슷한 주계열성의 일생. 늙은 HIP 102152는 태양보다 오른쪽에 있다.